# 金泽星陵大学女子短期大学部
金泽星陵大学女子短期大学部（日语：／ kanazawa Seiryō Daigaku Joshi  Tanki Daigakubu *），简称星短（せいたん），是一所位于日本石川县金泽市的私立短期大学。

## 概要

### 简介
- 学校最早可以追溯到1932年[2]、短期大学成立于1979年[3]、由学校法人稻置学园经营。

### 历史
- 1979年 星陵女子短期大学成立并同时设置经营实际业务科[注 1][3]。
- 2012年 星陵女子短期大学改校名为金泽星陵大学女子短期大学部[3]。

## 学校环境
- 校区：在石川县金泽市

## 历任校长
- 铃木透：第一代短期大学校长[4]。

## 组织

### 学科
- 经营实际业务科[注 1]。

### 专科
| - 没有 |

### 业余课程
| - 没有 |

## 相关链接
- 日本短期大学列表
- 金泽星陵大学
- 七尾短期大学：已停办